# Heinrich Otto Meisner
Heinrich Otto Meisner (* 1. April 1890 in Berlin; † 26. November 1976 in Potsdam) war ein deutscher  Historiker und Archivar.

## Leben
Heinrich Meisner war der Sohn des Abteilungsdirektors an der Königlich Preußischen Staatsbibliothek in Berlin Heinrich Meisner. Nach dem Besuch des Kaiserin-Augusta-Gymnasiums in Berlin-Charlottenburg begann Meisner 1908 ein Studium der Geschichte, Germanistik und von Staats- und Verwaltungsrecht an der Friedrich-Wilhelms-Universität in Berlin, wo er 1913 zum Dr. phil. promovierte.
Meisner erhielt im August 1913 eine Stelle als Archivvolontär am Staatsarchiv Stettin, kehrte jedoch bereits im April 1914 in seine Heimatstadt zurück, um am Preußischen Geheimen Staatsarchiv die Archivaspirantenprüfung abzulegen. Er blieb in Berlin, wo ihm 1921 der Titel Staatsarchivar verliehen wurde. Ab 1922 war er zugleich als Dozent für Archivkunde, Verfassungs-, Verwaltungs- und Behördengeschichte am Preußischen Institut für Archivwissenschaft in Berlin-Dahlem tätig. 1923 wurde er als Kommissar und 1925 als Leiter des Brandenburgisch-Preußischen Hausarchivs in Berlin-Charlottenburg eingesetzt. Diese Funktion nahm er bis 1928 wahr, dann kehrte er an das Staatsarchiv zurück, wo er zum Studium des sowjetischen Archivwesens nach Moskau und Leningrad abgeordnet wurde. Nach seiner Rückkehr aus der Sowjetunion wurde er 1935 Oberarchivrat im Reichsarchiv in Potsdam, dessen Kriegszerstörung er erlebte.
Nach Kriegsende war Meisner bei der Archivverwaltung in Potsdam tätig und wurde 1948 Justitiar des Landtages des Landes Brandenburg.
1950 wurde Meisner Dozent am Institut für Archivwissenschaft in Potsdam, 1953 Professor an der Humboldt-Universität zu Berlin. Seit 1961 war er ordentliches Mitglied der Akademie der Wissenschaften in Berlin. Anlässlich seines 70. Geburtstages wurde er mit dem Vaterländischen Verdienstorden ausgezeichnet.
Zu Meisners Schülern zählt Karlheinz Blaschke.
Meisners Nachlass wird heute im Archiv der Berlin-Brandenburgischen Akademie der Wissenschaften verwaltet.

## Publikationen (Auswahl)
Heinrich Otto Meisner gilt als Begründer der neuzeitlichen Aktenlehre und legte zahlreiche Publikationen zur Archivwissenschaft und Verfassungsgeschichte vor.
- Briefe an Rudolf Virchow zum 100. Geburtstag. In: Literaturarchiv in Berlin. 1921.
- Der Kriegsminister 1814–1914. Ein Beitrag zur militärischen Verfassungsgeschichte, Berlin 1940
- Archivar und Historiker. Studien zur Archiv- und Geschichtswissenschaft. Zum 65. Geburtstag von Heinrich Otto Meisner, hrsg. v. d. Staatl. Archivverwaltung im Staatssekretariat für Innere Angelegenheiten (= Schriftenreihe der Staatlichen Archivverwaltung. Band 7). Berlin 1956.